# Sarah Lipfert
Sarah Lipfert (* 1979) ist eine deutsche Jazzsängerin.

## Wirken
Lipfert begann im Alter von 15 Jahren mit einer klassischen Gesangsausbildung. Ab Frühjahr 2001 startete sie ein Gesangsstudium für Jazz- und Popularmusik an der Musikhochschule Mainz bei Nanny Byl; im Sommer 2001 wechselte sie an die Hochschule für Musik und Darstellende Kunst Mannheim mit Hauptfachunterricht bei Reinette van Zijtveld; 2005 schloss sie ihr Studium schloss „mit sehr gutem Erfolg“ ab.
Lipfert war von 2000 bis 2003 Sängerin des Landes-Jugend-Jazz-Orchester Rheinland-Pfalz, mit dem sie auf USA-Tour ging und die CD I Love Phoenix  aufnahm. Im Jahr 2003 war sie als Sängerin des Musicals „Tommy“ auf Deutschland-Tour; auch fungierte sie als Backgroundsängerin bei Fernsehauftritten des Kabarettisten Lars Reichow. Von 2004 bis 2010 leitete sie die Band Sarahs Ballroom, mit der sie eigene Songs interpretierte und 2009 ihr Debütalbum unter dem Titel Between Heaven and Hell veröffentlichte. Zudem war sie als Sängerin des Duos Fräuleinjazz (mit der Kontrabassistin Judith Goldbach) tätig, das sich kabarettistisch dem deutschen Schlager annahm. Weiterhin sang sie in der Bigband Brass and Fun, mit dem Bach-Projekt des m.s.schmitt-jazzorchesters, mit Peter Lehels Acker Blümlein und im Trio Songland.
Lipfert hatte Lehraufträge für Jazzgesang an der Hochschule für Musik Freiburg und der Hochschule für Musik und Darstellende Kunst Stuttgart; unter anderem war sie für die Fernsehshow The Winner Is … als Vocalcoach aktiv.